# Last Dance (Rhys)
Last Dance è un singolo della cantante svedese Rhys, pubblicato il 17 febbraio 2017 su etichetta discografica Shane & 2 Tigers, parte della famiglia della Warner Music Sweden, come secondo estratto dal suo album di debutto Stages.

## Tracce
Testi e musiche di Lina Rafn e Paw Lagermann.
1. Last Dance – 3:25

## Classifiche
| Classifica (2017) | Posizione massima |
| ----------------- | ----------------- |
| Svezia            | 51                |